# Josef Hackl
Josef Hackl (* 1859 in Au bei Bad Aibling; † 1. Hälfte des 20. Jahrhunderts)  war ein deutscher Orgelbauer.

## Leben
Josef Hackl lernte Orgelbau bei Jakob Müller, der eine Orgelbaufirma in Rosenheim in der Sedanstraße betrieb. 1890 wurde Hackl Mitinhaber; die Firma firmierte zwischenzeitlich als „Müller & Hackl“.  Noch vor Müllers Tod übernahm Josef Hackl den Betrieb und führte ihn allein weiter. Er baute Orgeln vorwiegend in der Region Rosenheim. Seine Arbeiten sind bis 1924 nachweisbar. Sein bekanntester Schüler war Josef Zeilhuber sen.

## Werke (Auswahl)
| Jahr | Ort                      | Kirche                              | Bild | Manuale | Register | Bemerkungen                                                                                               |
| ---- | ------------------------ | ----------------------------------- | ---- | ------- | -------- | --- |
| 1889 | Marzoll                  | St. Valentin                        |      | I/P     | 8        | erhalten → Orgel                                                                                          |
| 1891 | Gstadt am Chiemsee       | St. Peter und Paul                  |      | I/P     | 6        | erhalten                                                                                                  |
| 1900 | Umrathshausen            | Hl. Blut                            |      | I/P     | 9        | 2010 Restaurierung von Alois Linder → Orgel                                                               |
| 1900 | Lorenzenberg             | St. Laurentius                      |      | I/P     | 4        | 1986 Neubau Andreas Lechner                                                                               |
| 1903 | Tuntenhausen             | Wallfahrtskirche                    |      | II/P    | 22       | Im Gehäuse von Johann Andreas Fux, 1953 Umbau durch Schwenk und Wappmannsberger, 2019 Neubau durch Linder |
| 1904 | Steingau                 | St. Martin                          |      | I/P     | 6        | erhalten                                                                                                  |
| 1905 | Hilperting               | St. Leonhard                        |      | I/P     | 5        | erhalten                                                                                                  |
| 1907 | Straußdorf               | St. Johann Baptist                  |      | I/P     | 5        | Neubau in Planung → Orgel                                                                                 |
| 1907 | Nußdorf am Inn-Kirchwald | Mariä Heimsuchung                   |      | I/P     | 6        | erhalten                                                                                                  |
| 1907 | Ruhpolding               | St. Georg                           |      |         |          | im Gehäuse von 1795 von Johannes Schneider, 1981 Neubau von Anton Staller                                 |
| 1908 | Amerang                  | St. Rupert                          |      | II/P    | 11       | nicht erhalten, Neubau 1987 Riegner & Friedrich                                                           |
| 1908 | Edling                   | St. Cyriakus                        |      | II/P    | 15       | erhalten → Orgel                                                                                          |
| 1909 | Oberornau                | St. Andreas Apostel                 |      |         |          | nur Jugendstilprospekt erhalten, Neubau 1930 Georg Glatzl                                                 |
| 1910 | Maisenberg (Engelsberg)  | St. Johannes der Täufer             |      | I/P     | 6        | erhalten                                                                                                  |
| 1911 | Westerndorf              | St. Johann Baptist und Heilig Kreuz |      | I/P     | 5        | → Orgel                                                                                                   |
| 1924 | Nußdorf am Inn           | St. Vitus                           |      | II/P    | 14       | |